# Marko Tušek
Marko Tušek (* 17. Juli 1975 in Trbovlje, SR Slowenien) ist ein ehemaliger slowenischer Basketballspieler. Der frühere Nationalspieler nahm an vier EM-Endrunden teil und spielte professionell zunächst für Klubs in seiner slowenischen Heimat, bevor ab 1998 bis auf eine Saison, wo er kurzzeitig in Spanien und Russland agierte, in Italien spielte. Mit dem KK Olimpija gewann Tušek neben diversen slowenischen Meisterschaften zu Beginn seiner Karriere den damaligen FIBA European Cup 1994, später auch als Saporta-Cup bekannt. Mit seinen italienischen Vereinsmannschaften gelangen Tušek keine besonderen Titelerfolge mehr. Im ersten Halbjahr 2015 war der knapp 40-jährige noch einmal für einen Klub aus der höchsten montenegrinischen Spielklasse aktiv.

## Karriere
Tušek spielte zunächst beim Klub aus dem Nachbarort Hrastnik bereits früh in seiner Jugend in Herrenmannschaften mit, bevor er 1991 mit 16 Jahren zum KK Triglav nach Kranj wechselte. Nachdem er mit dieser Mannschaft zweimal früh in der ersten Play-off-Runde um die Meisterschaft gescheitert war, wechselte er zum Spitzenverein KK Smelt Olimpija in die Hauptstadt Ljubljana, der bis dahin die beiden Meisterschaften seit der Unabhängigkeit 1991 gewonnen hatte. Nach seinem Wechsel in die Hauptstadt debütierte er bereits als 18-Jähriger im Herbst 1993 in Qualifikationsspielen in der Herren-Nationalmannschaft und nahm in der Folge an den EM-Endrunden 1995 und 1997 teil, bei der die Auswahl jedoch eher enttäuschte und nicht die K.-o.-Phasen erreichte, sondern bereits nach den Gruppenspielen ausschied, was gleichbedeutend mit dem Verpassen der Qualifikation für WM-Endrunden und Olympischen Spielen war. Der KK Olimpija gewann auch in der Folge ziemlich unangefochten alle nationalen Meisterschaften und wurde im Wesentlichen nur in internationalen Wettbewerben gefordert. Nachdem man in der Qualifikation zur FIBA Europaliga 1993/94 an Benfica Lissabon gescheitert war, konnte die Mannschaft in Tušeks erster Spielzeit mit diesem Verein noch am ehemaligen FIBA Europapokal der Pokalsieger, nach Aufstockung des Landesmeister-Wettbewerbs zur FIBA Europaliga auch als FIBA European Cup bezeichneten Wettbewerb, teilnehmen. Nach dem Gruppensieg vor Taugrés Vitoria erreichten diese beiden Mannschaften auch das Finale in Lausanne 1994, das die Slowenen mit 91:81 für sich entscheiden konnten und damit den ersten internationalen Titelgewinn für den Verein holten. In den folgenden beiden Jahren reichte es einmal zur Qualifikation zur Gruppenphase zur Europaliga 1994/95 und in der darauffolgenden Saison 1995/96 nicht und nur zur erneuten Teilnahme am European Cup, ohne dass man über die Gruppenphasen dieser beiden Wettbewerbe hinausgekommen wäre. Nach Umstellung des Europaliga-Wettbewerbs zur Saison 1996/97 erreichte Smelt Olimpija einen dritten Platz in der Gruppenphase der 24 besten Mannschaften. Anschließend bezwang man in Play-offs knapp KK Cibona Zagreb und Stefanel Mailand und konnte dabei den Heimvorteil des Gegners wettmachen. Beim Final-Four-Turnier in Rom verlor man das Halbfinale gegen den späteren Titelgewinner Olympiakos Piräus um MVP David Rivers und wurde nach dem Sieg über ASVEL Dritter des Wettbewerbs. In der darauffolgenden Europaliga-Saison 1997/98 reichte es als Union Olimpija ohne Marko Milič und Radoslav Nesterović hinter dem deutschen Meister Alba Berlin gerade noch so zum Einzug in die Achtelfinal-Play-offs, die gegen den italienischen Meister Benetton Treviso verloren gingen.
Im Sommer 1998 versuchte Tušek über die Sommerliga USBL auch das Interesse von Klubs der am höchsten dotierten Profiliga NBA, in der sein ehemaliger Mannschaftskamerad Marko Milič bereits spielte, auf sich zu ziehen. Dabei gewann er mit den Atlantic City Seagulls die Meisterschaft dieser Liga, doch im NBA-Draft 1998 wurde neben dem deutschen „Seven-Footer“ Dirk Nowitzki nur sein ehemaliger Mitspieler Rasho Nesterović sowie sein georgischer Mannschaftskamerad Vladimer Stepania ausgewählt und Tušek blieb unberücksichtigt. In der Folge der Bosman-Entscheidung wechselte Tušek nun aber ins europäische Ausland und spielte für Pepsi Basket aus Rimini in der höchsten Spielklasse Lega Basket Serie A sowie im Korać-Cup. International schied man bei der ersten Europapokalteilnahme des Vereins bereits nach der Gruppenphase aus, bevor man im Korać-Cup 1999/2000 in der Gruppenphase unter anderem den deutschen Vertreter Bayer Giants Leverkusen zweimal besiegen konnte und in die K.-o.-Phase einzog. Nachdem man Maccabi Haifa bezwungen hatte, schied man im Achtelfinale gegen Casademont Girona aus. National reichte es nach einem zehnten Platz zum 14. Platz 2000. Während Rimini anschließend kürzertreten musste und in der folgenden Saison als Tabellenletzter abstieg, wechselte Tušek nur wenige Kilometer weiter südlich entlang der Adria zum regionalen Konkurrenten sowie Altmeister und Europapokalsieger der 1980er Jahre aus Pesaro. Mit der als Scavolini firmierenden Mannschaft, die erst 1999 nach einem Jahr Zweitklassigkeit ins Oberhaus zurückgekehrt war, verlor Tušek das Pokalfinale gegen Virtus Kinder Bologna, der mit MVP Manu Ginóbili und Tušeks Landsmann Matjaž Smodiš am Ende der Saison die Triple Crown gewann. Nach dem zweiten Hauptrundenplatz 2001 verlor die Mannschaft in der Halbfinalserie gegen den vormaligen Meister Fortitudo Bologna. In der darauffolgenden Saison unterlag Pesaro als Hauptrundensechster in der Viertelfinalserie dem Titelverteidiger Kinder Bologna. Nachdem Slowenien bei der EM-Endrunde 1999 ohne Tušek erstmals die erste Gruppenphase überstanden hatte, schied man bei der EM-Endrunde 2001 mit Tušek sehr unglücklich erneut nach drei Spielen aus. Nach dem Sieg im zweiten Gruppenspiel gegen die Türkei verlor man nach Verlängerung gegen Lettland und schied wegen des schlechteren direkten Vergleichs aus, nachdem die Türken die zuvor bereits qualifizierten Spanier überraschend bezwungen hatten. Bei der folgenden EM-Endrunde 2003 in Schweden sollte Tušek mit Slowenien bei seiner vierten Teilnahme auch einmal die erste Gruppenphase überstehen. Nachdem Slowenien nur das letzte Vorrundenspiel gegen Frankreich verloren hatte, musste man jedoch in eine Ausscheidungsrunde mit einem Gruppendritten, die gegen Israel knapp mit zwei Punkten etwas überraschend verloren ging, so dass Slowenien erneut vor dem Viertelfinale ausgeschieden war und die Möglichkeit zur Olympiaqualifikation erneut verpasst hatte. Anschließend war Tušek für die Herrenauswahl nur noch im Sommer 2004 in EM-Qualifikationsspielen aktiv.
Zum Zeitpunkt der EM-Endrunde 2003 hatte Tušek bereits eine Saison in der italienischen Hauptstadt Rom bei Virtus Lottomatica gespielt. Der Hauptstadtklub unter Trainer Piero Bucchi, der Tušek bereits in Rimini trainiert hatte, investierte unter dem neuen Hauptsponsor weiter kräftig und verpflichtete zu Carlton Myers noch Anthony Parker, der die Mannschaft jedoch nach einem halben Jahr bereits wieder verließ und zu Maccabi Tel Aviv zurückkehrte. Trotzdem erreichte man am Saisonende 2003 den zweiten Hauptrundenplatz, verlor jedoch die Halbfinalserie um die Meisterschaft 2003 gegen Fortitudo Skipper Bologna. Die Gruppenphase im höchstrangigen europäischen Vereinswettbewerb EuroLeague 2003/04 in der folgenden Saison verlief jedoch enttäuschend und man schied nach nur vier Siegen in 14 Spielen als Gruppenletzter nach der Vorrunde aus. Als Hauptrundensiebter verlor man erneut gegen Skipper Bologna diesmal die Play-off-Viertelfinalserie und verpasste somit auch eine erneute Teilnahme an der Euroleague. Als Hauptrundensechster der Saison 2004/05 konnte man unter dem neuen Trainer Svetislav Pešić in der ersten Play-off-Runde Titelverteidiger Montepaschi Siena bezwingen, doch in der Halbfinalserie war erneut Endstation gegen den vormaligen Vizemeister und späteren Titelgewinner Fortitudo Bologna. Pešić lotste neben seinem Sohn Marko Pešić auch Dejan Bodiroga nach Rom, mit dem er beim FC Barcelona die EuroLeague 2002/03 gewonnen hatte. Gleichwohl reichte es erneut nur zum sechsten Platz, wobei man in der ersten Play-off-Runde erneut Siena bezwingen konnte. In der Halbfinalserie war diesmal gegen Benetton Treviso Schluss. Anschließend wechselte Tušek zum italienischen Rekordmeister Olimpia Armani nach Mailand, der jedoch zehn Jahre lang titellos geblieben war. Nachdem Tušek in Rom an sich konstant zweistellig pro Spiel gepunktet hatte, sanken seine Spielanteile in der Lombardei und er verließ den Verein nach der Hinserie im Januar 2007 und wechselte in die spanische Liga ACB zum amtierenden Meister CB Unicaja nach Málaga, bei dem er seinen nach Italien zurückgekehrten Landsmann Erazem Lorbek ersetzte. Mit dieser Mannschaft erreichte er nun zehn Jahre nach Rom 1997 auch das Final-Four-Turnier der EuroLeague 2006/07 in Athen, bei der Málaga nach der Halbfinalniederlage gegen Titelverteidiger PBK ZSKA Moskau sich den dritten Platz im innerspanischen Duell gegen TAU Cerámica sichern konnte. In der nationalen Meisterschaft lief es für den Titelverteidiger jedoch nicht so gut und man schied als Hauptrundenachter gegen den gleichen Gegner sieglos bereits in der ersten Play-off-Runde aus.
Zu Beginn der Saison 2007/08 spielte Tušek für den Vorjahres-Viertletzten der Liga ACB aus Menorca. Bereits nach fünf Einsätzen verließ er den Verein und wechselte von der Balearen-Insel nach Russland zu Vizemeister UNICS in Kasan. Im ULEB Cup 2007/08 bezwang man im Achtelfinale den deutschen Vertreter Artland Dragons und erreichte das Final Eight-Turnier in Turin, bei dem man im Viertelfinale Akasvayu Girona unterlag. Auch in der nationalen Meisterschaft schied UNICS bereits im Viertelfinale aus. Anschließend kehrte der 33-jährige Tušek nach Italien zurück und spielte in Kampanien beim Pokalsieger A.IR. aus Avellino, der auch einen Platz in der EuroLeague 2008/09 bekommen hatte, in der man nach drei Siegen in zehn Spielen jedoch bereits nach der Vorrunde ausschied. Nachdem man den Titel im nationalen Pokalwettbewerb nicht verteidigen konnte, verpasste man als Tabellenelfter auch den Einzug in die Play-offs um die Meisterschaft. In der folgenden Saison spielte Tušek beim Erstliga-Rückkehrer Cimberio aus Varese in der Lombardei, der am Saisonende auf dem zwölften Platz den Klassenerhalt erreichte. Trotzdem spielte Tušek in der folgenden Saison in der zweiten Spielklasse Legadue, nachdem er am Jahresende 2010 zu Aurora Fileni nach Jesi gewechselt war. In seinen 13 Einsätzen konnte er jedoch nicht verhindern, dass die Mannschaft am Saisonende als Vorletzter einen Abstiegsplatz belegte. Auch wenn Jesi durch den Rückzug anderer Mannschaften die Klasse hielt, spielte Tušek in der Saison 2011/12 noch einmal eine Spielklasse höher. Nach vier Einsätzen für Otto JuveBasket aus Caserta in Kampanien ging es Mitte Dezember 2011 zurück in die Lombardei zu Vanoli Basket in Cremona, wo er noch einmal mit Marko Milič zusammenspielte. Die Mannschaft verpasste jedoch am Saisonende auf dem zehnten Platz den Einzug in die Play-offs.
Im ersten Halbjahr 2015 machte Tušek erneut Schlagzeilen. Zunächst wurde bekannt, dass der 39-jährige für den Verein KK Zeta aus Golubovci zwischen Podgorica und dem Skutarisee in der höchsten montenegrinischen Spielklasse wieder in einer Spielklasse mit annähernd professionellem Niveau aktiv gewesen war. Dann teilte er auf Anfrage mit, dass er sich privat in Montenegro niedergelassen hatte unter anderem auch deshalb, weil er nach Fehlinvestitionen die Unterhaltszahlungen an seine erste Frau in Slowenien schuldig geblieben war und nicht mehr in seine Heimat zurückkehren könne. Schließlich wurde berichtet, dass in dieser Angelegenheit im Sommer 2015 ein internationaler Haftbefehl erlassen wurde.